# Amomum lappaceum
Amomum lappaceum är en enhjärtbladig växtart som beskrevs av Henry Nicholas Ridley. Amomum lappaceum ingår i släktet Amomum och familjen Zingiberaceae. Inga underarter finns listade i Catalogue of Life.